# Composition des équipes féminines de hockey sur gazon aux Jeux panaméricains de 2023
Cette page contient la liste de toutes les équipes et leurs joueurs participant à l'épreuve féminine de hockey sur gazon aux Jeux panaméricains de 2023 à Santiago au Chili. La sélection définitive des 16 joueuses qui disputent les Jeux panaméricains au Chili est présentée au COC[réf. nécessaire].

## Poule A

### Argentine
La composition a été annoncée le 26 septembre 2023.
Entraîneur :  Fernando Ferrara
| Numéro | Joueur                  | Date de naissance | Âge | Sélections |
| ------ | ----------------------- | ----------------- | --- | ---------- |
| 2      | Sofía Toccalino         | 20 mars 1997      | 26  | 148        |
| 3      | Agustina Gorzelany      | 11 mars 1996      | 27  | 95         |
| 4      | Valentina Raposo        | 28 janvier 2003   | 20  | 35         |
| 5      | Agostina Alonso         | 1er octobre 1995  | 28  | 136        |
| 7      | Agustina Albertarrio    | 1er janvier 1993  | 30  | 216        |
| 10     | María Granatto          | 21 avril 1995     | 28  | 184        |
| 13     | Cristina Cosentino (GB) | 22 décembre 1997  | 25  | 29         |
| 14     | Clara Barberi (GB)      | 19 avril 1992     | 31  | 18         |
| 17     | Rocío Sánchez (C)       | 2 août 1988       | 35  | 302        |
| 18     | Victoria Sauze          | 21 juillet 1991   | 32  | 131        |
| 20     | Sofía Cairo             | 8 octobre 2002    | 21  | 14         |
| 22     | Eugenia Trinchinetti    | 17 juillet 1997   | 26  | 158        |
| 26     | María Campoy            | 6 octobre 1990    | 33  | 78         |
| 28     | Julieta Jankunas        | 20 janvier 1999   | 24  | 151        |
| 32     | Valentina Costa         | 13 septembre 1995 | 28  | 84         |
| 50     | Juana Castellaro        | 29 mars 2005      | 18  | 4          |

### États-Unis
La composition a été annoncée le 18 septembre 2023.
Entraîneur :  David Passmore
| Numéro | Joueur             | Date de naissance | Âge | Sélections |
| ------ | ------------------ | ----------------- | --- | ---------- |
| 1      | Abigail Tamer      | 9 juillet 2003    | 20  | 10         |
| 3      | Ashley Sessa       | 23 juin 2004      | 19  | 26         |
| 4      | Danielle Grega     | 2 juillet 1996    | 27  | 70         |
| 7      | Jillian Wolgemuth  | 28 avril 1998     | 25  | 40         |
| 9      | Madeleine Zimmer   | 28 septembre 2001 | 22  | 28         |
| 12     | Amanda Magadan (C) | 28 mars 1995      | 28  | 127        |
| 13     | Ashley Hoffman     | 8 novembre 1996   | 26  | 104        |
| 16     | Linnea Gonzales    | 15 août 1997      | 26  | 41         |
| 17     | Elizabeth Yeager   | 17 juin 2003      | 20  | 29         |
| 20     | Leah Crouse        | 22 février 2000   | 23  | 22         |
| 21     | Alexandra Hammel   | 16 juin 1996      | 27  | 43         |
| 25     | Karlie Heistand    | 25 septembre 1995 | 28  | 46         |
| 27     | Emma Deberdine     | 14 juin 2001      | 22  | 17         |
| 31     | Kelsey Bing (GB)   | 1er octobre 1997  | 26  | 62         |
| 35     | Sanne Caarls       | 16 mars 1998      | 25  | 28         |
| 36     | Meredith Sholder   | 27 février 1999   | 24  | 23         |

### Uruguay
La composition a été annoncée le 9 octobre 2023.
Entraîneur :  Nicolás Tixe
| Numéro | Joueur                | Date de naissance | Âge | Sélections |
| ------ | --------------------- | ----------------- | --- | ---------- |
| 2      | Florencia Peñalba     | 9 septembre 1999  | 24  | 14         |
| 3      | Agustina Taborda      | 27 décembre 1994  | 28  | 40         |
| 4      | Elisa Civetta         | 2 janvier 2003    | 20  | 2          |
| 6      | Camila de María       | 30 avril 1991     | 32  | 18         |
| 7      | Constanza Barrandeguy | 7 avril 1996      | 27  | 57         |
| 9      | Milagros Algorta      | 11 avril 1997     | 26  | 45         |
| 10     | Manuela Vilar         | 25 mars 1994      | 29  | 89         |
| 11     | Sol Amadeo            | 30 mai 1996       | 27  | 33         |
| 13     | Lupe Curutchague      | 5 juin 2003       | 20  | 7          |
| 14     | Magdalena Gómez       | 14 février 1996   | 27  | 16         |
| 15     | Jimena García         | 27 juillet 1999   | 24  | 31         |
| 17     | Teresa Viana          | 26 mars 1993      | 30  | 54         |
| 19     | María Barreiro        | 8 décembre 1999   | 23  | 12         |
| 27     | Manuela Quiñones      | 2 avril 2001      | 22  | 2          |
| 28     | Kaisuami Dall'Orso    | 1er juin 1993     | 30  | 71         |
| 32     | María Bate (GB)       | 11 juillet 2000   | 23  | 9          |

### Trinité-et-Tobago
La composition de Trinité-et-Tobago pour les Jeux panaméricains de 2023,[source secondaire nécessaire].
Entraîneur :  Anthony Marcano
| Numéro | Joueur              | Date de naissance | Âge | Sélections |
| ------ | ------------------- | ----------------- | --- | ---------- |
| 1      | Petal Derry (GB)    | 18 septembre 1981 | 42  | 15         |
| 4      | Avion Ashton        | 3 décembre 1988   | 34  | 56         |
| 7      | Savannah de Freitas | 7 mars 2000       | 23  | 23         |
| 9      | Amanda George       | 12 septembre 1992 | 31  | 22         |
| 11     | Alanna Lewis        | 2 juillet 1988    | 35  | 87         |
| 13     | Giann Sealy         | 16 mai 1993       | 30  | 30         |
| 14     | Zene Henry          | 12 septembre 1994 | 29  | 22         |
| 15     | Naomi Sampson       | 7 février 2000    | 23  | 10         |
| 17     | Katherine Benjamin  | 29 septembre 1993 | 30  | 4          |
| 18     | Daniella Cabralis   | 31 octobre 1998   | 24  | 8          |
| 20     | Gabrielle Thompson  | 28 avril 1997     | 26  | 28         |
| 21     | Kaitlyn Olton       | 4 décembre 2001   | 21  | 18         |
| 22     | Robyn Dash          | 25 mai 2006       | 17  | 0          |
| 23     | Savannah de Freitas | 17 avril 1996     | 27  | 29         |
| 30     | Kayla Brathwaite    | 30 janvier 1995   | 28  | 35         |
| 99     | Samantha Olton      | 14 janvier 1999   | 24  | 27         |

## Poule B

### Chili
La composition a été annoncée le 14 septembre 2023.
Entraîneur :  Sergio Vigil
| Numéro | Joueur                | Date de naissance | Âge | Sélections |
| ------ | --------------------- | ----------------- | --- | ---------- |
| 3      | Fernanda Villagrán    | 12 août 1997      | 26  | 95         |
| 4      | Doménica Ananías      | 18 août 1998      | 25  | 54         |
| 5      | Denise Krimerman      | 4 juillet 1995    | 28  | 178        |
| 6      | Fernanda Flores       | 14 septembre 1993 | 30  | 194        |
| 7      | Sofía Filipek         | 9 avril 1994      | 29  | 165        |
| 10     | Manuela Urroz         | 24 septembre 1991 | 32  | 226        |
| 13     | Camila Caram (C)      | 22 avril 1989     | 34  | 261        |
| 14     | Francisca Tala        | 20 octobre 1994   | 29  | 147        |
| 19     | Agustina Solano       | 5 avril 1995      | 28  | 84         |
| 21     | Francisca Irazoqui    | 4 décembre 2003   | 20  | 8          |
| 22     | Paula Valdivia        | 5 juin 1997       | 26  | 57         |
| 25     | María Maldonado       | 13 août 1997      | 26  | 82         |
| 28     | Natalia Salvador (GB) | 28 septembre 1993 | 30  | 70         |
| 29     | Simone Avelli         | 6 mai 2000        | 23  | 4          |
| 36     | Antonia Morales       | 31 juillet 1997   | 26  | 3          |
| 47     | Laura Müller          | 22 septembre 2005 | 18  | 3          |

### Canada
La composition a été annoncée le 26 septembre 2023.
Entraîneur :  Danny Kerry
| Numéro | Joueur                 | Date de naissance | Âge | Sélections |
| ------ | ---------------------- | ----------------- | --- | ---------- |
| 2      | Chloe Walton           | 28 avril 2000     | 23  | 8          |
| 3      | Thora Rae              | 15 octobre 1999   | 24  | 20         |
| 4      | Mélanie Scholz         | 15 juillet 2000   | 23  | 7          |
| 6      | Jordyn Faiczak         | 2 avril 1999      | 24  | 41         |
| 7      | Anna Mollenhauer       | 18 septembre 1999 | 24  | 39         |
| 8      | Elise Wong             | 21 janvier 1998   | 25  | 34         |
| 9      | Madison Thompson       | 11 août 1994      | 29  | 20         |
| 10     | Kathleen Leahy         | 29 octobre 1993   | 29  | 78         |
| 11     | Kenzie Girgis          | 10 juin 2004      | 19  | 2          |
| 12     | Sara Goodman           | 22 octobre 1999   | 24  | 31         |
| 14     | Karli Johansen         | 26 mars 1992      | 31  | 164        |
| 16     | Natalie Sourisseau (C) | 5 décembre 1992   | 30  | 169        |
| 17     | Sara McManus           | 14 août 1993      | 30  | 206        |
| 19     | Audrey Sawers          | 22 novembre 1999  | 23  | 20         |
| 28     | Samantha McCrory       | 30 avril 2000     | 23  | 16         |
| 31     | Rowan Harris (GB)      | 11 août 1996      | 27  | 60         |

### Mexique
La composition a été annoncée le 25 septembre 2023.
Entraîneur :  San Zuleta
| Numéro | Joueur              | Date de naissance | Âge | Sélection |
| ------ | ------------------- | ----------------- | --- | --------- |
| 1      | Jesus Castillo (GB) | 25 décembre 1987  | 35  | 101       |
| 4      | Maribel Acosta      | 10 décembre 1994  | 28  | 71        |
| 7      | Dariana Cardiel     | 7 mai 2003        | 20  | 5         |
| 8      | Mitzi Aguilera      | 21 août 1985      | 38  | 5         |
| 9      | Dayana Cuevas       | 8 janvier 2000    | 23  | 5         |
| 10     | Michel Navarro      | 7 mai 1988        | 35  | 101       |
| 12     | Naomi Cardiel       | 9 septembre 2001  | 22  | 5         |
| 13     | Valeria Espinoza    | 1er août 2004     | 19  | 5         |
| 14     | Marlet Correa       | 25 décembre 1993  | 29  | 90        |
| 15     | Arlette Estrada     | 8 juin 1999       | 24  | 47        |
| 16     | Fernanda Oviedo (C) | 28 février 1996   | 27  | 79        |
| 17     | Nathalia Nava       | 20 février 1998   | 25  | 32        |
| 19     | Grecia Mendoza      | 28 janvier 2002   | 21  | 5         |
| 20     | Sofía Pérez         | 11 février 2003   | 20  | 5         |
| 21     | Katerine Rivera     | 10 février 1997   | 26  | 5         |
| 29     | Itzel García        | 14 mars 2003      | 20  | 5         |

### Cuba
La composition a été annoncée le 10 octobre 2023.
Entraîneur :  Mileysi Argentel
| Numéro | Joueur                 | Date de naissance | Âge | Sélection |
| ------ | ---------------------- | ----------------- | --- | --------- |
| 1      | Yurismakis García (GB) | 26 avril 1998     | 25  | 5         |
| 2      | Marbelis Torres (GB)   | 3 mars 1992       | 31  | 2         |
| 3      | Tahímí Licea           | 22 février 1991   | 32  | 28        |
| 4      | Sunaylis Nikle         | 13 mars 1994      | 29  | 35        |
| 5      | Lismary González       | 1er janvier 2000  | 23  | 4         |
| 6      | Yakira Guillen         | 29 novembre 1996  | 26  | 5         |
| 7      | Suramis Cordero        | 21 juin 2000      | 23  | 5         |
| 8      | Arlettis Tirse         | 24 février 1994   | 29  | 12        |
| 9      | Alexyane Ramírez       | 3 octobre 1996    | 27  | 5         |
| 10     | Cheila Darías          | 9 août 2003       | 20  | 5         |
| 11     | Helec Carta            | 23 février 1993   | 30  | 33        |
| 12     | Yunia Milanés (C)      | 16 juillet 1995   | 28  | 10        |
| 13     | Yuraima Vera           | 15 juin 1990      | 33  | 39        |
| 15     | Jennifer Martínez      | 18 mai 2000       | 23  | 16        |
| 16     | Geidy Morales          | 8 septembre 2000  | 23  | 5         |
| 17     | Meily Cots             | 8 mars 1994       | 29  | 10        |